# Eleições legislativas de 2019 em Oeiras

## Resultados Oficiais
| Partido                 | Partido                              | Votos   | %               | +/-   |
| ----------------------- | ------------------------------------ | ------- | --------------- | ----- |
|                         | Partido Socialista                   | 31 096  | 33,68 / 100,00  | 1,47  |
|                         | Partido Social Democrata             | 24 174  | 26,19 / 100,00  | -     |
|                         | Bloco de Esquerda                    | 8 638   | 9,36 / 100,00   | 1,32  |
|                         | CDU - Coligação Democrática Unitária | 5 894   | 6,38 / 100,00   | 1,35  |
|                         | CDS – Partido Popular                | 4 955   | 5,37 / 100,00   | -     |
|                         | Pessoas–Animais–Natureza             | 4 308   | 4,67 / 100,00   | 2,49  |
|                         | Iniciativa Liberal                   | 2 953   | 3,20 / 100,00   | Novo  |
|                         | LIVRE                                | 2 326   | 2,52 / 100,00   | 0,90  |
|                         | Aliança                              | 1 404   | 1,52 / 100,00   | Novo  |
|                         | CHEGA!                               | 1 354   | 1,47 / 100,00   | Novo  |
|                         | Outros (com menos de 1,00%)          | 2 074   | 2,24 / 100,00   |       |
| Votos Inválidos         | Votos Inválidos                      | 3 143   | 3,41 / 100,00   | 0,03  |
| Total                   | Total                                | 92 319  | 100,00 / 100,00 |       |
| Eleitorado/Participação | Eleitorado/Participação              | 146 733 | 62,92 / 100,00  | 1,62  |
| Fonte                   | Fonte                                | [ 1 ]   | [ 1 ]           | [ 1 ] |

## Resultados por Freguesia
Os resultados seguintes referem-se aos partidos que obtiveram mais de 1,00% dos votos:
| Freguesia                                      | %     | %     | %     | %    | %    | %    | %    | %    | %    | %    | Votantes |
| Freguesia                                      | PS    | PSD   | BE    | CDU  | CDS  | PAN  | IL   | L    | A    | CH   | Votantes |
| ---------------------------------------------- | ----- | ----- | ----- | ---- | ---- | ---- | ---- | ---- | ---- | ---- | -------- |
| Algés, Linda-a-Velha e Cruz Quebrada - Dafundo | 32,41 | 28,19 | 8,78  | 6,73 | 5,79 | 4,11 | 3,64 | 2,69 | 1,58 | 1,16 | 26 639   |
| Barcarena                                      | 35,82 | 22,09 | 9,86  | 7,62 | 4,04 | 5,74 | 2,76 | 1,77 | 1,22 | 2,38 | 7 471    |
| Carnaxide e Queijas                            | 36,01 | 25,73 | 8,83  | 6,53 | 4,40 | 4,48 | 2,88 | 2,38 | 1,43 | 1,61 | 19 333   |
| Oeiras e São Julião da Barra                   | 31,46 | 27,20 | 9,84  | 5,59 | 6,37 | 4,94 | 3,39 | 2,78 | 1,59 | 1,33 | 31 667   |
| Porto Salvo                                    | 39,69 | 19,78 | 10,25 | 6,91 | 3,34 | 4,91 | 2,08 | 1,91 | 1,54 | 1,89 | 7 209    |
| Oeiras                                         | 33,68 | 26,19 | 9,36  | 6,38 | 5,37 | 4,67 | 3,20 | 2,52 | 1,52 | 1,47 | 92 319   |

#### Algés, Linda-a-Velha e Cruz Quebrada - Dafundo
| Partido                 | Partido                              | Votos  | %               | +/-  |
| ----------------------- | ------------------------------------ | ------ | --------------- | ---- |
|                         | Partido Socialista                   | 8 634  | 32,41 / 100,00  | 0,51 |
|                         | Partido Social Democrata             | 7 510  | 28,19 / 100,00  | -    |
|                         | Bloco de Esquerda                    | 2 339  | 8,78 / 100,00   | 0,81 |
|                         | CDU - Coligação Democrática Unitária | 1 793  | 6,73 / 100,00   | 0,63 |
|                         | CDS – Partido Popular                | 1 543  | 5,79 / 100,00   | -    |
|                         | Pessoas–Animais–Natureza             | 1 096  | 4,11 / 100,00   | 2,13 |
|                         | Iniciativa Liberal                   | 969    | 3,64 / 100,00   | Novo |
|                         | LIVRE                                | 717    | 2,69 / 100,00   | 0,98 |
|                         | Aliança                              | 421    | 1,58 / 100,00   | Novo |
|                         | CHEGA!                               | 308    | 1,16 / 100,00   | Novo |
|                         | Outros (com menos de 1,00%)          | 530    | 1,99 / 100,00   |      |
| Votos Inválidos         | Votos Inválidos                      | 779    | 2,92 / 100,00   | 0,15 |
| Total                   | Total                                | 26 639 | 100,00 / 100,00 |      |
| Eleitorado/Participação | Eleitorado/Participação              | 41 312 | 64,48 / 100,00  | 0,47 |

#### Barcarena
| Partido                 | Partido                              | Votos  | %               | +/-  |
| ----------------------- | ------------------------------------ | ------ | --------------- | ---- |
|                         | Partido Socialista                   | 2 676  | 35,82 / 100,00  | 5,16 |
|                         | Partido Social Democrata             | 1 650  | 22,09 / 100,00  | -    |
|                         | Bloco de Esquerda                    | 737    | 9,86 / 100,00   | 2,73 |
|                         | CDU - Coligação Democrática Unitária | 569    | 7,62 / 100,00   | 2,67 |
|                         | Pessoas–Animais–Natureza             | 429    | 5,74 / 100,00   | 3,36 |
|                         | CDS – Partido Popular                | 302    | 4,04 / 100,00   | -    |
|                         | Iniciativa Liberal                   | 206    | 2,76 / 100,00   | Novo |
|                         | CHEGA!                               | 178    | 2,38 / 100,00   | Novo |
|                         | LIVRE                                | 132    | 1,77 / 100,00   | 0,54 |
|                         | Aliança                              | 91     | 1,22 / 100,00   | Novo |
|                         | Outros (com menos de 1,00%)          | 220    | 2,95 / 100,00   |      |
| Votos Inválidos         | Votos Inválidos                      | 281    | 3,76 / 100,00   | 0,23 |
| Total                   | Total                                | 7 471  | 100,00 / 100,00 |      |
| Eleitorado/Participação | Eleitorado/Participação              | 11 905 | 62,76 / 100,00  | 4,39 |

#### Carnaxide e Queijas
| Partido                 | Partido                              | Votos  | %               | +/-  |
| ----------------------- | ------------------------------------ | ------ | --------------- | ---- |
|                         | Partido Socialista                   | 6 961  | 36,01 / 100,00  | 2,82 |
|                         | Partido Social Democrata             | 4 974  | 25,73 / 100,00  | -    |
|                         | Bloco de Esquerda                    | 1 708  | 8,83 / 100,00   | 1,67 |
|                         | CDU - Coligação Democrática Unitária | 1 263  | 6,53 / 100,00   | 1,75 |
|                         | Pessoas–Animais–Natureza             | 866    | 4,48 / 100,00   | 2,42 |
|                         | CDS – Partido Popular                | 851    | 4,40 / 100,00   | -    |
|                         | Iniciativa Liberal                   | 556    | 2,88 / 100,00   | Novo |
|                         | LIVRE                                | 460    | 2,38 / 100,00   | 0,77 |
|                         | CHEGA!                               | 311    | 1,61 / 100,00   | Novo |
|                         | Aliança                              | 276    | 1,43 / 100,00   | Novo |
|                         | Outros (com menos de 1,00%)          | 417    | 2,15 / 100,00   |      |
| Votos Inválidos         | Votos Inválidos                      | 690    | 3,57 / 100,00   | 0,39 |
| Total                   | Total                                | 19 333 | 100,00 / 100,00 |      |
| Eleitorado/Participação | Eleitorado/Participação              | 30 302 | 63,80 / 100,00  | 2,09 |

#### Oeiras e São Julião da Barra, Paço de Arcos e Caxias
| Partido                 | Partido                              | Votos  | %               | +/-  |
| ----------------------- | ------------------------------------ | ------ | --------------- | ---- |
|                         | Partido Socialista                   | 9 964  | 31,46 / 100,00  | 0,97 |
|                         | Partido Social Democrata             | 8 614  | 27,20 / 100,00  | -    |
|                         | Bloco de Esquerda                    | 3 115  | 9,84 / 100,00   | 0,90 |
|                         | CDS – Partido Popular                | 2 018  | 6,37 / 100,00   | -    |
|                         | CDU - Coligação Democrática Unitária | 1 771  | 5,59 / 100,00   | 0,94 |
|                         | Pessoas–Animais–Natureza             | 1 563  | 4,94 / 100,00   | 2,61 |
|                         | Iniciativa Liberal                   | 1 072  | 3,39 / 100,00   | Novo |
|                         | LIVRE                                | 879    | 2,78 / 100,00   | 1,08 |
|                         | Aliança                              | 505    | 1,59 / 100,00   | Novo |
|                         | CHEGA!                               | 421    | 1,33 / 100,00   | Novo |
|                         | Outros (com menos de 1,00%)          | 670    | 2,12 / 100,00   |      |
| Votos Inválidos         | Votos Inválidos                      | 1 075  | 3,40 / 100,00   | 0,11 |
| Total                   | Total                                | 31 667 | 100,00 / 100,00 |      |
| Eleitorado/Participação | Eleitorado/Participação              | 50 797 | 62,34 / 100,00  | 1,44 |

#### Porto Salvo
| Partido                 | Partido                              | Votos  | %               | +/-  |
| ----------------------- | ------------------------------------ | ------ | --------------- | ---- |
|                         | Partido Socialista                   | 2 861  | 39,69 / 100,00  | 3,44 |
|                         | Partido Social Democrata             | 1 426  | 19,78 / 100,00  | -    |
|                         | Bloco de Esquerda                    | 739    | 10,25 / 100,00  | 2,67 |
|                         | CDU - Coligação Democrática Unitária | 498    | 6,91 / 100,00   | 2,13 |
|                         | Pessoas–Animais–Natureza             | 354    | 4,91 / 100,00   | 2,59 |
|                         | CDS – Partido Popular                | 241    | 3,34 / 100,00   | -    |
|                         | Iniciativa Liberal                   | 150    | 2,08 / 100,00   | Novo |
|                         | LIVRE                                | 138    | 1,91 / 100,00   | 0,52 |
|                         | CHEGA!                               | 136    | 1,89 / 100,00   | Novo |
|                         | Aliança                              | 111    | 1,54 / 100,00   | Novo |
|                         | Outros (com menos de 1,00%)          | 237    | 3,27 / 100,00   |      |
| Votos Inválidos         | Votos Inválidos                      | 318    | 4,41 / 100,00   | 0,45 |
| Total                   | Total                                | 7 209  | 100,00 / 100,00 |      |
| Eleitorado/Participação | Eleitorado/Participação              | 12 417 | 58,06 / 100,00  | 2,48 |